# نلسون آلگرن
نلسون آلگرن (به انگلیسی: Nelson Algren) ‏(۱۹۰۹–۱۹۸۱) نویسنده آمریکایی بود. او در دیترویت، میشیگان به دنیا آمد اما وقتی سه ساله شد با خانواده اش به شیکاگو، ایلینوی رفتند. آلگرن را بیشتر به خاطر ارتباطی که با سیمون دو بووار داشت می‌شناسند. در ضمن او کتابی به نام مردی با بازوی طلایی نوشت که بعداً از روی این کتاب فیلمی ساخته شد. او که سال‌ها با بووار ارتباط داشت پس از اینکه بووار شرح سفرها و ارتباطات جنسی آن دو را در کتاب ماندارین‌ها آورد، به شدت خشمگین شد. خشم او وقتی که این کتاب به زبان انگلیسی ترجمه شد، باز هم بیشتر شد. بووار در اواخر دهه ۱۹۴۰ به کلبه او در ایندیانا رفت و مدتی بعد در سال ۱۹۴۹ آنها به آمریکای لاتین رفتند. آلگرن در مقاله ای که بعداً در مورد سفر او و بووار به شمال آفریقا نوشت گفت سیمون دو بووار و سارتر بیش از یک فاحشه و جاکشِ او از مردم سوء استفاده می‌کنند. نامه‌های آلگرن و بووار به هم نشان می‌دهند که بووار در مدت زیادی  از آلگرن کمک مادی دریافت می‌کرده است.